# 부안군 (왕족)
부안군 이석수(扶安君 李碩壽, 1524년 7월 27일 ~ 1598년 7월 7일) 또는 부안도정(扶安都正)은 조선 중기의 왕족이다. 생전에는 부안정, 부안도정이었고 사후 군으로 추증되었다. 임진왜란 중 중종의 유골이 도굴, 사라지자 중종의 용모에 대한 증언을 하였다. 그의 묘소는 동작동 서울 현충원 내에 있다.
처음 창선 부안정(彰善 扶安正)에 제수되고 중종을 가까이에서 모셨다. 뒤에 1543년(중종 38) 중종이 승하한 후 중종의 혼전(魂殿)에 입직한 공로로 1544년(인종 1) 가자되어 명선(明善), 부안도정(扶安都正)에 제수되었다. 임진왜란 당시 선조의 어가를 호종한 공로로 선무원종공신 훈록에 올랐다. 임진왜란 중 중종의 유골이 도굴, 사라지자 중종의 용모에 대한 증언을 채록할때, 그도 중종을 가까이에서 모셨으며, 중종의 장례 과정에 참여한 연유로, 중종의 용모에 대한 증언을 하였다. 1598년 7월 7일에 사망했으며, 증 정의대부 부안군에 추봉되었다. 묘소는 과천군 동작리 신수산(辛水山) 아래 신좌(辛坐), 후일의 서울 동작동 현충로 210(동작동 산41-2) 현충원 경내에 안장되었다. 비석은 후일 5대손 진사 이태제(李泰齊)가 1727년(영조 3) 3월에 세웠다.
그와 부인 평강채씨의 묘소는 쌍분이고, 그의 묘 뒤편으로 후일 손자 순안군(順安君) 이선룡(李善龍)과 그 부인 현부인(縣夫人) 남원윤씨(南原尹氏)의 묘소가 조성되었다. 근처에는 창빈 안씨의 묘소, 흥녕군 이수전의 묘 등이 있다.